# Порта, Джованни

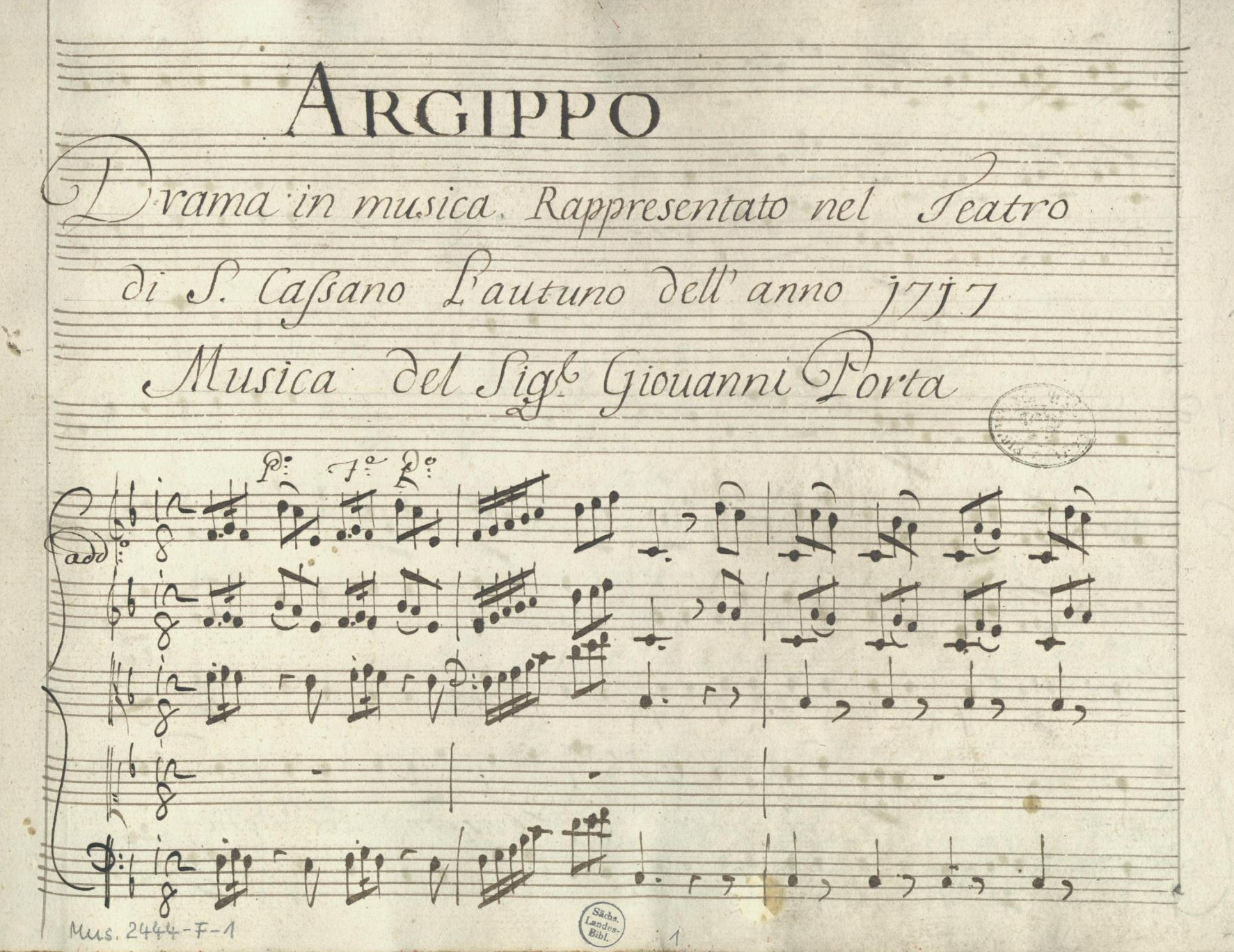
Первая страница партитуры L’Argippo. 1717

Джова́нни По́рта (итал. Giovanni Porta; 1675[…], Венеция — 21 июня 1755[…], Мюнхен) — итальянский оперный композитор эпохи барокко.

## Биография
Родился в Венеции, там же учился музыке у Франческо Гаспарини. В 1706—1710 годах, вероятно, работал при дворе кардинала Пьетро Оттобони в Риме. В 1710—1711 годах руководил соборным хором в Виченца, с 1714 по 1716 год занимал такую же должность в соборе Вероны.
Позже вернулся в Венецию и в течение следующих нескольких лет занимался, в основном, музыкальным творчеством, писал оперы. С 1726 по 1737 год служил хормейстером в монастыре и приюте Ospedale della Pietà. В это время написал много духовных произведений для женского хора и оркестра.
Безуспешно пытался занять должность учителя композиции в Ospedale dei Derelitti и дирижёра в Соборе Святого Марка. В 1737 году отправился в Мюнхен ко двору баварского курфюрста Карла Альбрехта, где пробыл до самой смерти.

## Творчество
С 1716 по 1738 год создал 30 музыкальных произведений, поставленных в театрах Венеции, Рима, Лондона, Милана, Неаполя, Флоренции, Болоньи, Мантуи и Мюнхена, в том числе несколько в сотрудничестве с другими композиторами, такими как Франческо Гаспарини и Томазо Альбинони. Среди либреттистов его опер были Апостоло Дзено (7 опер), Пьетро Метастазио (4) и Доменико Лалли (4).
До нынешнего дня сохранились только четыре его оперы:
- L’Argippo (либретто Доменико Лалли), Венеция 1717
- Farnace (либретто Луччини), Болонья, 1731
- Gianguir (либретто Апостоло Дзено), Милан 1732
- Ifigenia v Aulidě (либретто Апостоло Дзено), Мюнхен 1738.

Из 13 других опер известны как минимум отдельные арии, а остальные — лишь либретто.
Помимо опер, он сочинил как минимум шесть других музыкальных произведений, в том числе три кантаты и ораторию. Духовные композиции включают не менее 103 псалмов, 19 месс, 18 магнификатов, восемь мотетов, пять кредо, четыре Passion, три Miserere, два Tantum ergo, Te Deum и другие отдельные произведения.